# Air21
Air21 Airlines war eine kurzlebige US-amerikanische Fluggesellschaft mit Sitz in Fresno, Kalifornien, unter der Leitung von Mark Morro, gegründet. Das Unternehmen wurde im Januar 1994 von David Miller und Mark Morrow gegründet. Die Fluggesellschaft betrieb fünf zweistrahlige Fokker F28 Fellowship-Flugzeuge mit 64 Passagiersitzen. Am 31. Dezember 1996 meldete Air21 Insolvenz an.

## Ziele
- Flughafen Colorado Springs[1]
- Flughafen McCarran International[1]
- Los Angeles International Airport[1]
- Salt Lake City International Airport[1]
- San Francisco International Airport[1]

## Flotte
- Fokker F28 Fellowship